# PZL-Świdnik
PZL Świdnik S.A (Wytwórnia Sprzętu Komunikacyjnego PZL-Świdnik S.A.) je največji poljski proizvajalec helikopterjev. Podjetje je od leta 2010 v lasti italijanskobritanskega AgustaWestland..
V obdobju 1954-1980 je WSK PZL-Świdnik proizvajal tudi motocikle pod blagovno znamko WSK, skupno so jih zgradili okrog 2 milijona. 

## Helikopterji
- Mil Mi-1 - licenčno
- Mil Mi-2 - licenčno
- PZL Kania
- PZL W-3 Sokół
- PZL SW-4 Puszczyk
- PZL SM-2
- PZL SM-4 Łątka